# Taga, Shiga
Taga (japanska: 多賀町?, Taga-chō) är en landskommun i Shiga prefektur i Japan. I kommunen finns en stor shinto-helgedom, Taga-taisha.